# キム・ダロック
キム・ダロック（英語: Kim Darroch、1954年4月30日 - ）は、イギリスの国会議員。元外交官（元駐米大使など）。

## 経歴
2016年1月、イギリス国家安全保障担当首相補佐官から在アメリカ合衆国イギリス大使としてアメリカ合衆国へ着任。
2019年、ドナルド・トランプ大統領のイギリス訪問をサポートした直後、デイリー・メールがイギリス外務省へ送信していたダロックの電文をスクープ。2017年以降、トランプ大統領を「無能」、「適任でない」などと否定的なスタンスで本国へ伝えていたことが明らかになった。トランプ大統領は、内容を確認していないと断りつつ、「我々はあの人物をあまり気に入っていないし、イギリスにとってさほど役に立っているわけでもない。今回のような発言をするのは理解できる。」として批判した。
2019年7月8日、テリーザ・メイ首相の報道官は、「ダロック大使はメイ首相の全面的な支持を得ている」と述べ、引き続き大使として起用し続ける方針を示した。また、次期首相候補の一人であるジェレミー・ハント外相も、首相になっても駐米大使を交代させないことを表明している。
2019年7月10日、ダロックは、大使は職務を継続することは不可能として、12月に予定されていた定年退職の期日を待たずに辞任することを表明した。
2019年9月10日、テリーザ・メイ前首相が退任時にまとめた叙爵者候補リストに沿って叙爵されたため、貴族院議員に選任された。